# فرودگاه کراسنویارسک چرمشانکا
فرودگاه کراسنویارسک چرمشانکا  (به انگلیسی: Krasnoyarsk Cheremshanka Airport) یک فرودگاه همگانی و نظامی با کد یاتا ? است که یک باند فرود بتن دارد و طول باند آن ۱۷۹۳ متر است. این فرودگاه در شهر کراسنویارسک کشور روسیه قرار دارد و در ارتفاع ۲۸۷ متری از سطح دریا واقع شده‌است.

## شرکت‌های هواپیمایی و مقصدهای پروازی
These are the following airlines and destination that Krasnoyarsk Cheremshanka Airport serves.
| شرکت‌های هواپیمایی | مقصدهای پروازی                                                    |
| ----------------- | ----------------------------------------------------------------- |
| Ayana             | کیزیل، نیژنئانگارسک، اولان‌اوده                                    |
| KrasAvia          | آباکان، بارنائول، براتسک، گورنو-آلتایسک, Kodinsk, کیزیل, Motygino |
| Turukhan          | اسوتلوگورسک، اوست-کوت                                             |